# ويندوز 98
ويندوز 98، هو نظام تشغيل للمستهلكين طورته مايكروسوفت كجزء من عائلة ويندوز 9x، وجاء كخليفة لويندوز 95. تم الانتهاء من تطويره في 15 مايو 1998، وطرح للبيع في 25 يونيو 1998. وكما هو الحال مع سلفه، كان ويندوز 98 نظامًا هجينًا 16 بت و32 بت يعتمد في التمهيد على إم إس-دوس.
يتميز ويندوز 98 بدمجه المحسن مع الويب، مع العديد من التحسينات على تجربة المستخدم، بالإضافة إلى ميزات جديدة مثل دعم يو إس بي المحسن، وإمكانية تشغيل أقراص دي في دي، ودعم الشاشات المتعددة، ومشاركة اتصال الإنترنت. كما كان أول إصدار من ويندوز يعتمد نموذج تشغيل ويندوز، وقدم ميزات أصبحت فيما بعد قياسية، مثل أداة تنظيف القرص، وتحديث ويندوز.
روّجت مايكروسوفت لويندوز 98 على أنه تحسين لويندوز 95 بدلاً من كونه نظامًا جديدًا تمامًا. لاقى استقبالًا إيجابيًا عند إطلاقه بفضل تكامله مع الإنترنت وسهولة الاستخدام، لكنه لم يكن أكثر استقرارًا بكثير من ويندوز 95 وفقًا للبعض.
حقق ويندوز 98 مبيعات تقدر بـ 58 مليون ترخيص، وشهد إصدارًا محسنًا رئيسيًا عُرف باسم ويندوز 98 الإصدار الثاني (SE)، والذي صدر في 10 يونيو 1999. انتهى الدعم الأساسي لويندوز 98 و98 SE في 30 يونيو 2002 بعد إطلاق خليفته ويندوز ميلينيوم عام 2000، ثم الدعم الممتد في 11 يوليو 2006، بالتزامن مع نهاية دعم ويندوز ميلينيوم.

## تطوير ويندوز 98
بعد النجاح الذي حققه ويندوز 95، بدأت مايكروسوفت تطوير خليفته تحت الاسم الرمزي "ممفيس". صدرت النسخة التجريبية الأولى، المعروفة باسم إصدار مطوري ويندوز ممفيس، في يناير 1997.
دخل النظام مرحلة بيتا رسميًا بإطلاق ويندوز ممفيس بيتا 1 في 30 يونيو 1997، تلاه ويندوز 98 بيتا 2 في يوليو، حيث تم التخلي عن الاسم الرمزي "ممفيس". كانت مايكروسوفت تخطط لإصدار ويندوز 98 في الربع الأول من 1998، متضمناً حزمة ترقية لنظام ويندوز 95، وأخرى مخصصة لأنظمة ويندوز 3.x في الربع الثاني. ومع ذلك، نظرًا لتعقيدات التوافق مع ويندوز 3.x، قررت مايكروسوفت دمج الحزمتين في إصدار واحد وتأجيل الإطلاق إلى الربع الثاني.
في 15 ديسمبر 1997، أطلقت مايكروسوفت ويندوز 98 بيتا 3، الذي أصبح أول إصدار يمكن ترقيته مباشرة من ويندوز 3.1x، كما أضاف أصواتًا جديدة لبدء التشغيل والإيقاف. مع اقتراب النظام من الاكتمال، صدرت النسخة المرشحة للإصدار في 3 أبريل 1998، مع صلاحية تنتهي في 31 ديسمبر من نفس العام.
تعرضت مايكروسوفت خلال معرض COMDEX 1998 لموقف محرج أثناء عرض ميزات النظام. كان بيل غيتس، الرئيس التنفيذي لمايكروسوفت، يستعرض سهولة الاستخدام ودعم التوصيل والتشغيل (PnP)، لكن عند توصيل ماسح ضوئي USB أثناء العرض، تعطل النظام وظهرت شاشة الموت الزرقاء ، مما أثار تصفيقًا ساخرًا من الحضور. حاول غيتس تدارك الموقف قائلاً: "لهذا السبب لم نقم بشحن ويندوز 98 بعد." وأصبحت اللقطة واحدة من أكثر اللحظات شهرة في تاريخ التقنية.
تم الانتهاء من تجميع النسخة النهائية من ويندوز 98 في 11 مايو 1998، وأُرسل للتصنيع في 15 مايو، قبل طرحه رسميًا للبيع في 25 يونيو 1998. في ذلك الوقت، كانت مايكروسوفت تواجه دعوى قضائية تتعلق بدمج إنترنت إكسبلورر 4.0 في النظام، حيث اتُهمت بمحاولة احتكار سوق المتصفحات، لكن القضية لم تؤثر على موعد الإصدار.

### ويندوز 98 الإصدار الثاني
أعلنت مايكروسوفت لاحقًا عن نسخة رئيسية محسنة ويندوز 98 الإصدار الثاني (SE) في مارس 1999. تم تجميع الإصدار النهائي في 23 أبريل 1999، قبل أن يُطرح للتصنيع في 5 مايو، ويصبح متاحًا للمستخدمين في 10 يونيو 1999. كان من المفترض أن يكون ويندوز 98 الإصدار الأخير في سلسلة ويندوز 9x، لكن مايكروسوفت أطلقت لاحقًا ويندوز ميلينيوم عام 2000 كآخر إصدارات هذه السلسلة، قبل أن تعتمد بالكامل على نواة ويندوز إن تي في ويندوز 2000.